# 몽타주 (영화)
《몽타주》는 2013년에 개봉한 대한민국의 영화이다.

## 캐스팅
- 엄정화 : 윤하경 역 - 서진엄마
- 김상경 : 오청호 역 - 강원경찰서 강력계 형사
- 송영창 : 한철 역 - 봄이 할아버지
- 조희봉 : 강창식 형사 역 - 서울지방경찰청 광역수사대 형사
- 정해균 : 최 형사 역 - 서울지방경찰청 광역수사대 형사
- 유승목 : 곽영석 대장 역 - 서울지방경찰청 광역수사대장
- 오대환 : 차용식 역 - 강원경찰서 강력계 형사
- 송민지 : 한정윤 역 - 봄이엄마
- 백지원 : 여형사 역
- 이석호 : 근육형사 역
- 김철무 : 덩치형사 역
- 태원석 : 막내형사 역
- 정희태 : 감청팀 역
- 이준혁 : 신 팀장 역
- 김성경 : 서진 역
- 허정은 : 한봄이 역
- 권혁수 : 경찰서장 역
- 이상훈 : 순댓국집주인 역
- 전현숙 : 순댓국집아줌마 역
- 김성표 : 봄이아빠 역
- 정종열 : 녹음팀1 역
- 홍희용 : 순경 역
- 홍종성 : 우유배달부 역
- 조동우 : 의경 역
- 국중웅 : 커피형사 역
- 안수호 : 청소차운전자 역
- 곽진 : 청소부 역
- 김그림 : 도망치는아이엄마 역
- 안성훈 : 도망치는아이 역
- 김상원 : 블랙박스차주 역
- 기주봉 : 한 박사 역 (특별출연)
- 박철민 : 구성환 과장 역 (특별출연)

## 수상
- 2013년 제34회 청룡영화상 후보 신인감독, 여우주연상
- 2013년 제50회 대종상영화제 수상 여우주연상 - 엄정화
- 2013년 제22회 부일영화상 후보 각본상
- 2013년 제8회 런던한국영화제 후보 박스 오피스 히트
- 2014년 제19회 춘사영화제 후보 여우주연상
- 2014년 제12회 피렌체 한국영화제 후보 상영작
- 2014년 제25회 팜스프링스 국제 영화제 후보 월드 시네마 나우